# Campeonato Mundial Feminino de Xadrez de 1999
O Campeonato Mundial Feminino de Xadrez  de 1999 foi a 26ª edição da competição sendo disputada em um match entre Xie Jun e Alisa Galliamova. A disputa foi realizada em Kazan na Rússia e Shenyang na China. Xie Jun conquistou o título tornando-se a nona campeã mundial.
|                  | 01 | 02 | 03 | 04 | 05 | 06 | 07 | 08 | 09 | 10 | 11 | 12 | 13 | 14 | 15 | Total |
| Alisa Galliamova | =  | 0  | 1  | =  | 0  | 1  | =  | =  | 0  | =  | 0  | 1  | =  | 0  | =  | 6.5   |
| Xie Jun          | =  | 1  | 0  | =  | 1  | 0  | =  | =  | 1  | =  | 1  | 0  | =  | 1  | =  | 8.5   |